# Eurya acuminata
Eurya acuminata är en tvåhjärtbladig växtart som beskrevs av Dc. Eurya acuminata ingår i släktet Eurya och familjen Pentaphylacaceae.

## Underarter
Arten delas in i följande underarter:
- E. a. arisanensis
- E. a. euprista